# NGC 3007
NGC 3007 је лентикуларна галаксија у сазвежђу Секстант која се налази на NGC листи објеката дубоког неба.
Деклинација објекта је - 6° 26' 16" а ректасцензија 9h 47m 45,5s. Привидна величина (магнитуда) објекта NGC 3007 износи 13,6 а фотографска магнитуда 14,5. NGC 3007 је још познат и под ознакама MCG -1-25-38, IRAS 09452-0612, PGC 28150.